# Raymond Mailloux
Raymond Mailloux, né le 1er mai 1918 à Baie-Saint-Paul et mort dans la même ville le 26 juillet 1995, est un homme politique québécois. Il a été député à l'Assemblée nationale de Charlevoix pour le Parti libéral de 1962 à 1985 et ministre dans le gouvernement de Robert Bourassa de 1972 à 1976,,. 